# Calathea marantina
Calathea marantina là một loài thực vật có hoa trong họ Marantaceae. Loài này được (Willd. ex Körn.) K.Koch mô tả khoa học đầu tiên năm 1857.